# Coleophora obviella
Coleophora obviella is een vlinder uit de familie kokermotten (Coleophoridae). De wetenschappelijke naam is voor het eerst geldig gepubliceerd in 1914 door Rebel.
De soort komt voor in Europa.